# Borostomias antarcticus
Borostomias antarcticus är en fiskart som först beskrevs av Lönnberg, 1905.  Borostomias antarcticus ingår i släktet Borostomias och familjen Stomiidae. Inga underarter finns listade.